# 舊日的足跡 (電台節目)
舊日的足跡是香港的香港電台一個電台節目，播出時間是香港電台第一台星期日早上八時至十時。初期不設固定主持，由2000年9月24日起，每一集都有嘉賓接受主持車淑梅女士訪問。
舊日的足迹網頁:
https://www.rthk.hk/radio/radio1/programme/hkfootpath （页面存档备份，存于）